# Morton Sobell

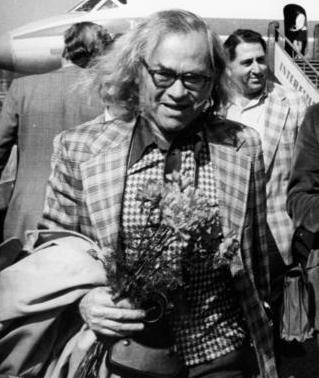
Morton Sobell (1976)

Morton Sobell (* 11. April 1917 in New York; † 26. Dezember 2018 ebenda) war ein sowjetischer Agent mit Schwerpunkt Atomtechnologien.

## Leben
Sobell absolvierte am City College of New York eine Ausbildung zum Elektro-Ingenieur, wo er auch Julius Rosenberg kennenlernte. Er wurde Mitglied der jungen Kommunistischen Liga, einer Unterorganisation der Kommunistischen Partei der USA (CPUSA).
Als Elektroingenieur war er u. a. für die Unternehmen General Electric und Electronics Reeves tätig, bei denen er auch an Aufträgen für das Verteidigungsministerium der Vereinigten Staaten beteiligt war.
Im Zuge des VENONA-Projekts kam ihm der amerikanische Militärnachrichtendienst auf die Spur. Nachdem die Vorwürfe wegen Spionage gegen ihn erhoben worden waren, flohen er und seine Familie am 22. Juni 1950 vorerst nach Mexiko; von hier aus wollte er sich nach Europa und dann weiter in die Sowjetunion absetzten. Dies scheiterte letztlich daran, dass er die notwendigen Ausweispapiere nicht besaß. Am 16. August 1950 wurde er von Zielfahndern des FBI verhaftet. Er wurde in die USA gebracht und dort wegen Verschwörung und Spionage gemeinsam mit Ethel und Julius Rosenberg angeklagt. Das Gericht unter Vorsitz von Richter Irving Kaufman befand ihn der gemeinsamen Verschwörung mit Julius Rosenberg für schuldig und verurteilte ihn am 29. März 1951 zu 30 Jahren Haft, von denen er bis 1969 fast 18 Jahre (bis 1963 in Alcatraz) absitzen musste.
Auch nach seiner Freilassung behauptete Sobell seine Unschuld und stellte seine Verurteilung als einen Justizirrtum dar. Hierzu veröffentlichte er 1974 auch sein biografisches Werk On Doing Time, in welchem er detailliert seine Erfahrungen in der sogenannten „Rosenberg-Verschwörung“ darstellte.
Erst im September 2008, im Alter von 91 Jahren, gab er in einem Interview mit der New York Times zu, dass er während des Zweiten Weltkriegs militärische Geheimnisse an die Sowjetunion preisgegeben hatte.

## Einzelbelege
1. ↑  Michael T. Kaufman, Sam Roberts: Morton Sobell, Last Defendant in Rosenberg Spy Case, Is Dead at 101. In: nytimes.com. The New York Times, 30. Januar 2019, abgerufen am 31. Januar 2019 (englisch).
2. ↑  SAM ROBERTS: Figure in Rosenberg Case Admits to Soviet Spying. 11. September 2008, abgerufen am 23. Juli 2018 (englisch).

| Personendaten    | Personendaten                               |
| ---------------- | ------------------------------------------- |
| NAME             | Sobell, Morton                              |
| KURZBESCHREIBUNG | US-amerikanischer Spion für die Sowjetunion |
| GEBURTSDATUM     | 11. April 1917                              |
| GEBURTSORT       | New York                                    |
| STERBEDATUM      | 26. Dezember 2018                           |
| STERBEORT        | New York                                    |